# Bad Waldsee Classic
De Bad Waldsee Classic is een golftoernooi van de EPD Tour. Het wordt gespeeld op de baan van het Golf & Vitalpark Bad Waldsee in Bad Waldsee, Duitsland. 

## Winnaars
| Jaar | Winnaar         | Score | Score |
| ---- | --------------- | ----- | ----- |
| 2010 | Daniel Wünsche  | 204   | -9    |
| 2011 | Ben Parker      | 201   | -15   |
| 2012 | David Antonelli | 209   | -7    |

Zie ook: EPD Tour 2010, EPD Tour 2011, EPD Tour 2012